# Thecla chione
Thecla chione är en fjärilsart som beskrevs av Goodson 1945. Thecla chione ingår i släktet Thecla och familjen juvelvingar. Inga underarter finns listade i Catalogue of Life.